# Géants de l'âge de glace
Pour les articles homonymes, voir géant de glace.
 (juin 2020).
Si vous disposez d'ouvrages ou d'articles de référence ou si vous connaissez des sites web de qualité traitant du thème abordé ici, merci de compléter l'article en donnant les références utiles à sa vérifiabilité et en les liant à la section « Notes et références ».
Géants de l'âge de glace (Ice Age Giants) est un documentaire de la télévision britannique tourné par la BBC. 
Les trois épisodes durent 60 minutes et ont été diffusés sur BBC Two, entre le 19 mai et le 2 juin 2013.

## Résumé
Le Dr Alice Roberts montre la Terre telle qu'elle était pendant les Mammifères de l'ère de glace préhistorique et qui y ont vécu pendant des milliers d'années, avec l'utilisation des dernières connaissances scientifiques et avec un petit graphique.

## Épisodes
1. : La Terre de Simolodon : diffusé le 19 mai 2013 : Alice Roberts nous ramène dans le temps plus de 40 000 ans avant pour y trouver les traces des grands animaux de l'ère glaciaire.
2. : La Terre de Cave Bear : diffusé le 19 mai 2013 : Alice, avec une entreprise de paléontologues, nous amène à une autre zone de l'hémisphère nord, la plus touchée par le froid (Eurasie). Une montagne de la Transylvanie, dans une grotte scellée depuis des milliers d'années.
3. : Les Derniers Géants : diffusé le 2 juin 2013.